# جنبش اقلیمی

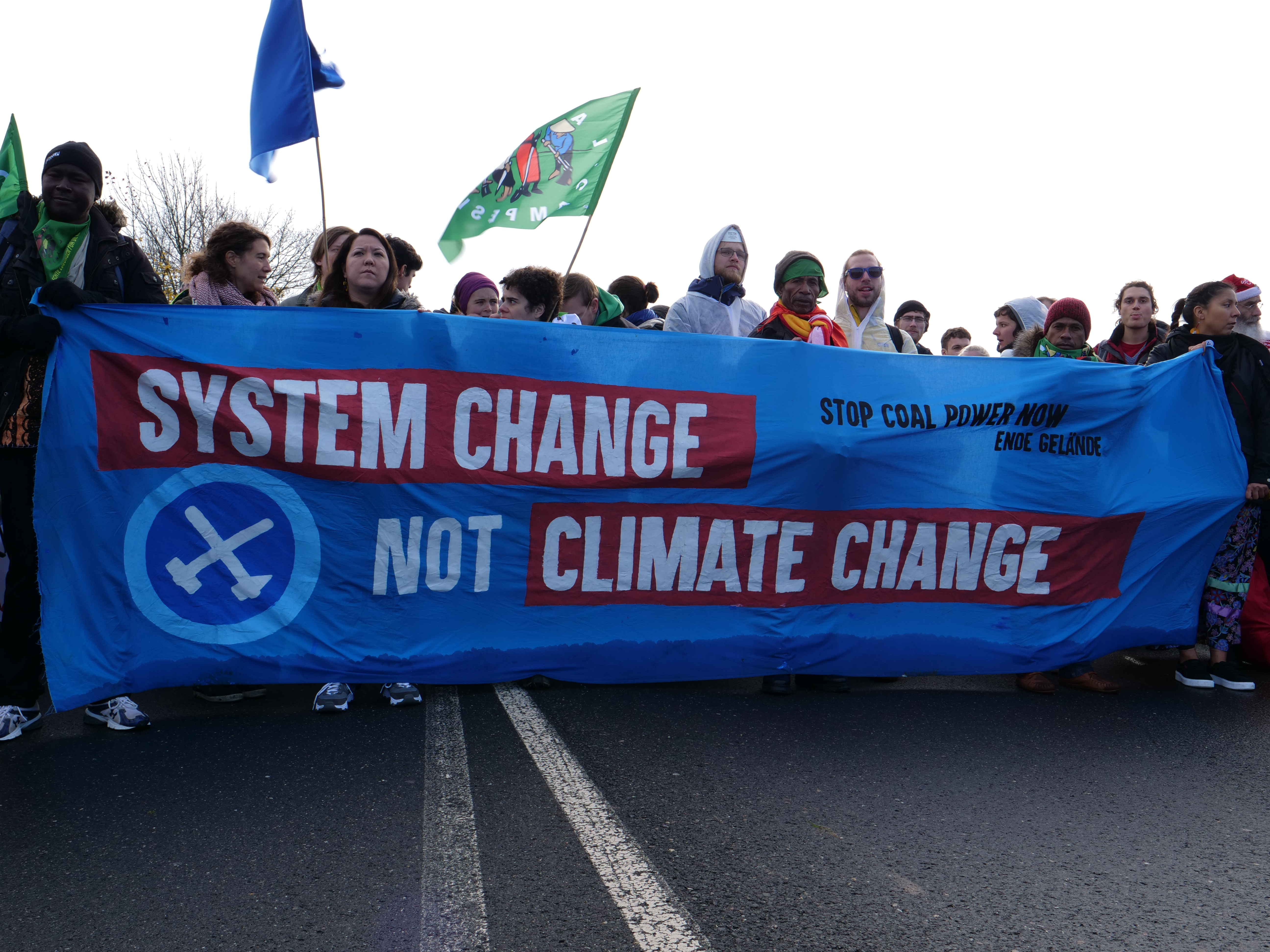
بنری با مضمون «تغییر سیستم، نه تغییر آب و هوا» در راهپیمایی در آلمان.

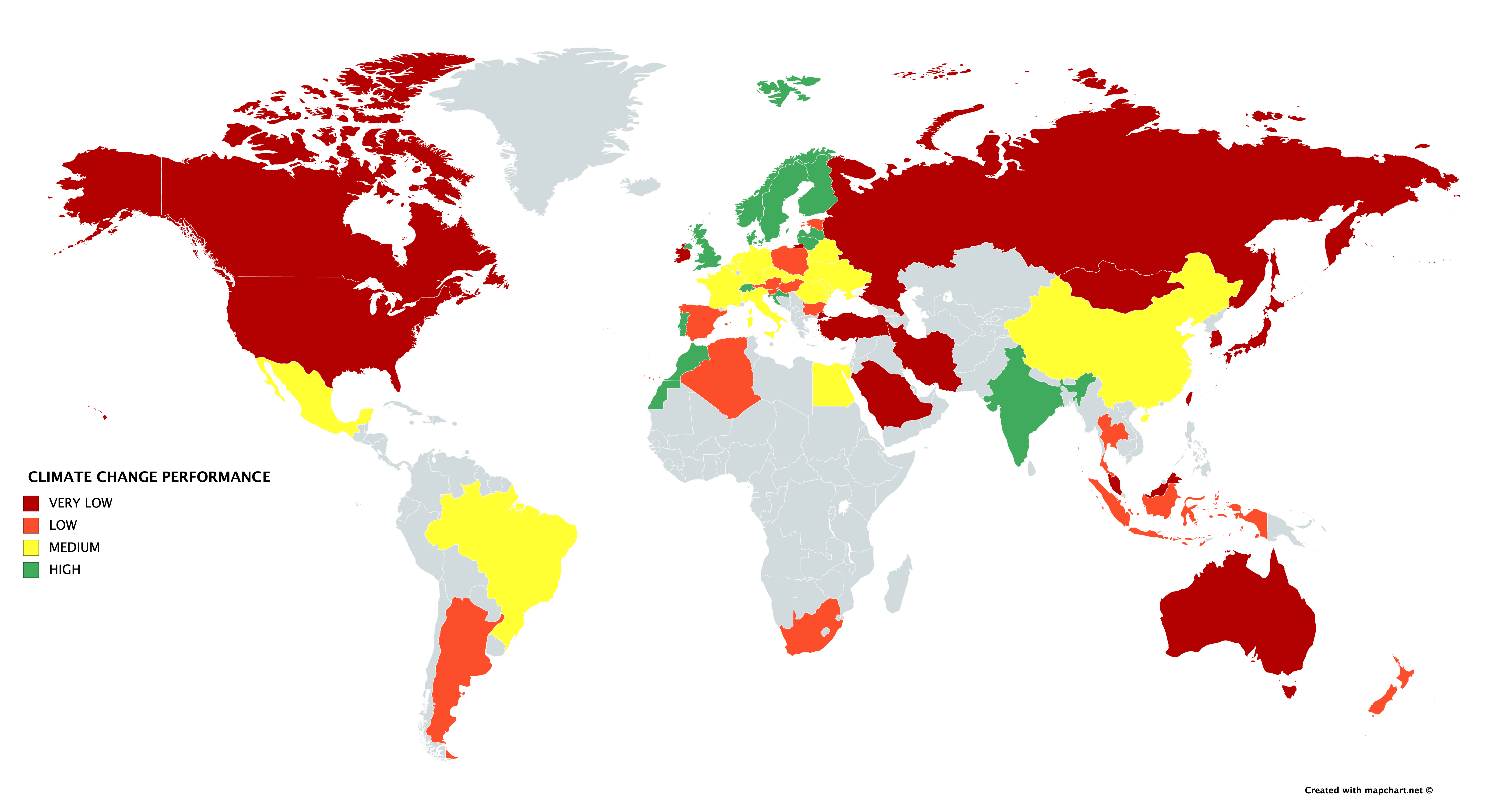
کشورها براساس شاخص عملکرد تغییرات آب و هوا

جنبش اقلیمی، جنبش آب و هوا یا جنبش تغییر اقلیم (به انگلیسی: Climate movement) مجموعه‌ای از سازمان‌های غیردولتی هستند که درگیر فعالیت‌های مربوط به موضوعات تغییر اقلیم هستند. این گروه‌ها زیرمجموعه‌ای از جنبش گسترده زیست‌محیطی به‌شمار می‌روند، اما برخی با توجه به دامنه، قدرت و فعالیت‌های این گروه، آن را به عنوان یک جنبش اجتماعی جدید می‌دانند. شهروندان و سازمان‌های غیرانتفاعی زیست‌محیطی از اواخر دهه ۱۹۸۰ و اوایل دهه ۱۹۹۰ درگیر فعالیت‌های آب و هوایی قابل توجهی بوده‌اند، زیرا آنها به دنبال تاثیر گذاری بر کنوانسیون چارچوب سازمان ملل متحد درباره تغییر اقلیم بودند. قابل توجه اینکه فعالیت‌های اقلیمی در طول زمان به طور فزاینده‌ای برجسته شده‌اند و در جریان گردهمایی تغییرات اقلیمی سازمان ملل ۲۰۰۹ و به‌ویژه پس از امضای توافق‌نامه پاریس در سال ۲۰۱۶، شتاب قابل‌توجهی پیدا کردند.

## تاریخ
جنبش آب و هوا در دهه‌های اول قرن بیست و یکم به سرعت متحول شده است، و یکی از علل مختلف آن جنبش زیست‌محیطی است.
فعالیت‌های مربوط به تغییر اقلیم از دهه ۱۹۹۰ آغاز شد، زمانی که سازمان‌های مهم زیست‌محیطی، عمدتاً در چارچوب UNFCCC درگیر بحث در مورد آب و هوا شدند. در دهه ۲۰۰۰ چندین سازمان خاص آب و هوا مانند 350.org، ائتلاف اقدام انرژی و فراخوان جهانی اقدام اقلیمی تأسیس شدند.

### همایش ۲۰۰۹ کپنهاگ
کنفرانس تغییرات اقلیمی سازمان ملل متحد در سال ۲۰۰۹ در کپنهاگ اولین اجلاس UNFCCC بود که در آن جنبش تغییرات اقلیمی همایه‌ای در سطحی وسیع برگزار نمود. بین ۴۰٬۰۰۰ تا ۱۰۰٬۰۰۰ نفر در راهپیمایی ۱۲ دسامبر در کپنهاگ شرکت کردند و خواستار توافق جهانی در مورد آب و هوا شدند. فعالیت‌ها فراتر از کپنهاگ بود و با آن، بیش از ۵۴۰۰ تجمع و تظاهرات به‌طور همزمان در سراسر جهان برگزار شد.

## فعالیت‌ها

### راهپیمایی اقلیم مردم در سال ۲۰۱۴

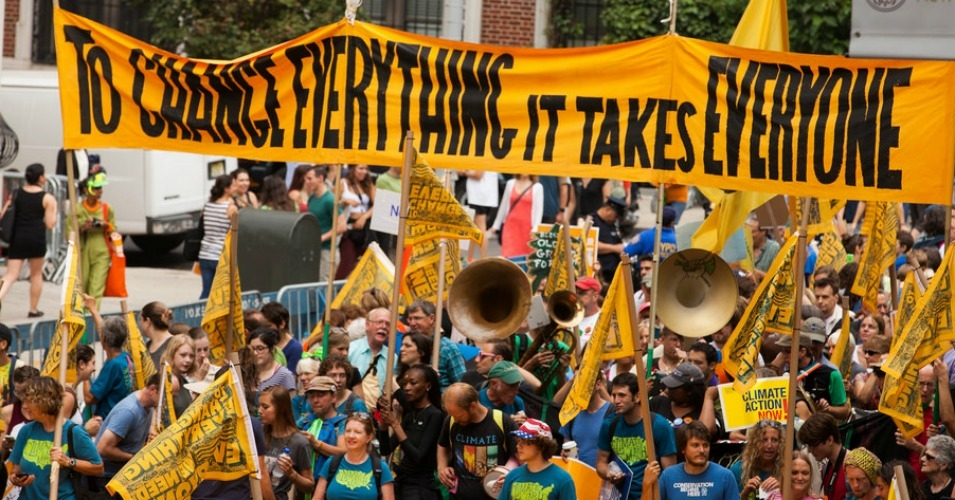
اقلیم مردم در مارس ۲۰۱۴، صدها هزار نفر را برای اقدام جدی در مورد تغییر اقلیم گرد هم آورد.

جنبش تغییرات اقلیمی بزرگ‌ترین رویداد خود را در ۲۱ سپتامبر ۲۰۱۴ برگزار کرد، هنگامی که ۴۰۰٬۰۰۰ فعال در نیویورک طی راهپیمایی آب و هوای مردم (به علاوه چند هزار نفر دیگر در شهرهای دیگر)، سازمان یافته و خواهان اقدامات جهانی از سوی رهبران اجلاس آب و هوا در سازمان ملل متحد شدند.